# فرانتس هوسلر
فرانتس هوسلر (به آلمانی: Franz Hößler) (زاده ۴ فوریه ۱۹۰۶ – مرگ ۱۳ دسامبر ۱۹۴۵) یک نظامی آلمانی در دوره رایش سوم و معاون فرمانده اردوگاه مرگ آشویتس و اردوگاه مرگ برگن بلزن بود. وی در ۱۳ دسامبر ۱۹۴۵ با طناب دار اعدام شد.